# Halmstad Golf Club
De Halmstad Golf Club is een golfclub ten westen van Halmstad, Zweden. 
De club is in 1930 opgericht en begon op een tijdelijke baan op de oefengronden van het Halland Regiment in Halmstad.
In 1935 werd de 18 holesbaan op Tylösand aangelegd met architect Rafael Sundblom. In 1938 keurde de federatie de baan goed en werd het clubhuis geopend. In 1963 kreeg de club van het Zweedse Staatsbosbeheer toestemming nog negen holes aan te leggen. In 1968 werden deze holes geopend en nu vormen zij met een deel van de oude baan de nieuwe 18-holes 'Noord-baan'.
In 1975 werden met Frank Pennink nog negen holes aangelegd. Samen met de andere oude holes werd dit de nieuwe 18-holes 'Zuidbaan'. In 1979 was de opening. Donald Steel heeft later nog wat wijzigingen aangebracht.
Het baanrecord van 65 staat op naam van Carin Koch. Zij speelt nu op de Amerikaanse Ladies Tour.

## Toernooien
- In 1999 en 2000 werd het Chrysler Open van de Ladies European Tour hier gespeeld. Laura Davies won in 1999 met -15.
- In 2007 werd het 700-jarig bestaan van Halmstad gevierd. Als onderdeel van de festiviteiten werd de Solheim Cup in Halmstad gespeeld.